# Thomas Hovenden
Thomas Hovenden (28 décembre 1840 — 14 août 1895), est un peintre irlando-américain et un professeur. Il a peint des scènes familiales, des sujets narratifs et a souvent représenté des Afro-Américains. 

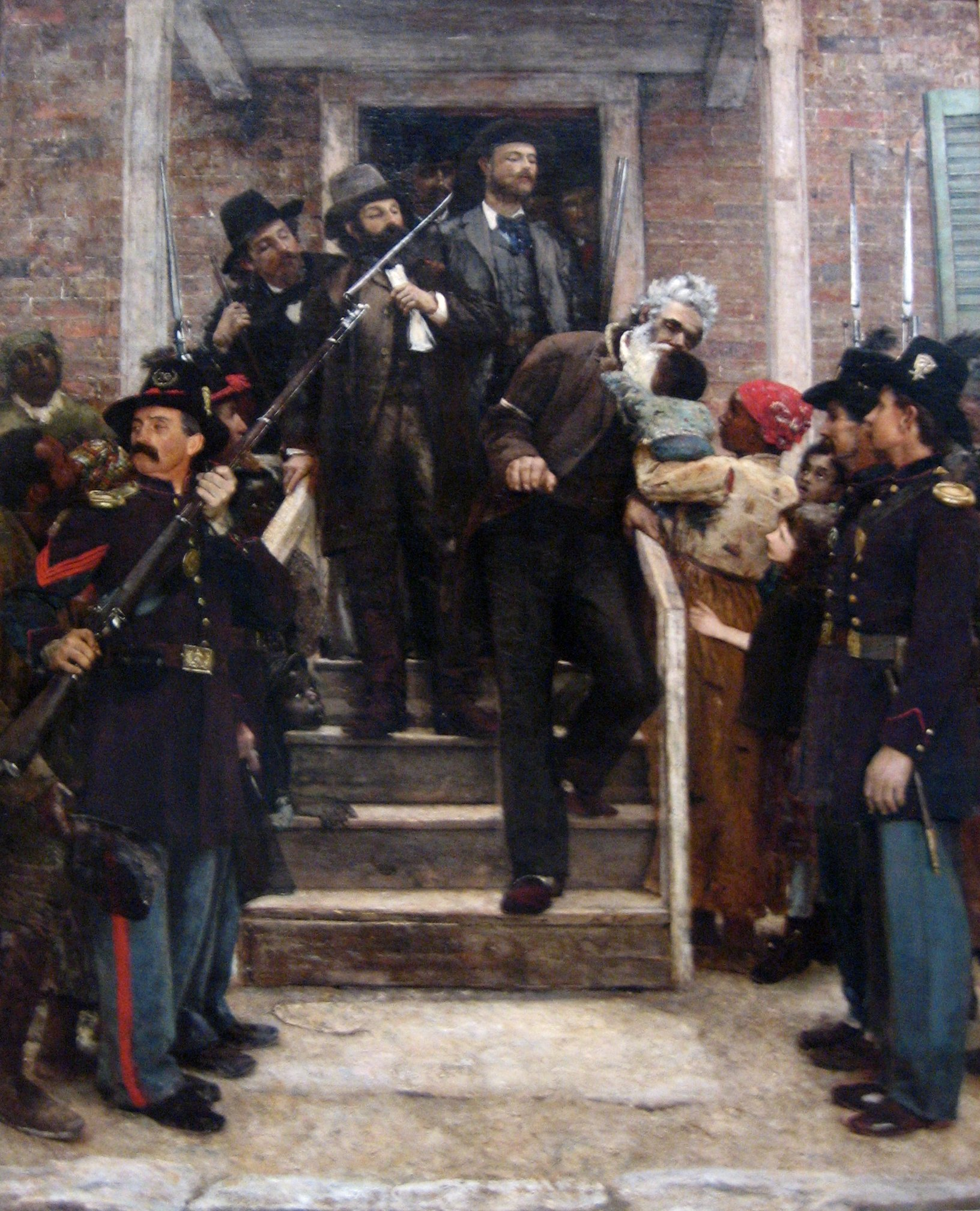
The Last Moments of John Brown, 1882.

 Il se forma en Irlande à la Government Art School de Cork puis émigra aux États-Unis en 1863, où il étudia à la National Academy of Design. Il revint en Europe en 1874, s'établissant à Paris, où il fut l'élève d'Alexandre Cabanel. Il y fut fortement influencé par Gustave Courbet et fit partie des Américains séjournant à Pont-Aven. dont le fameux portrait de "La Bonne Hôtesse" de l'hôtel Julia à Pont-Aven ou il séjourna:  Julia Guillou (1848-1927)  alias  "Mademoiselle Julia" il fit également le portrait au fusain de Marie Jeanne Gloanec (1839-1915) alias "La Mère Gloanec" de la pension Gloanec l'une des trois célèbres aubergistes avec Angèlique Marie Satre (1868-1932) alias  "La Belle Angèle" immortalisée par Gauguin de "L'École de Pont-Aven"  Il exécuta alors des toiles d'inspiration réaliste, souvent sentimentales, mettant en scène des paysans bretons (In Hoc Signo Vinces, 1880, Detroit Institute of Arts). De retour aux États-Unis en 1880, élu membre de la National Academy of Design (1882), il enseigna à la Pennsylvania Academy of Fine Arts, où il eut comme élève Robert Henri. Il jouit jusqu'à son décès accidentel d'un grand succès tant auprès du public que de la critique, dû à ses scènes de genre, dont la plus célèbre, Breaking Home Ties (1890, Philadelphia Museum of Art), fut très remarquée à l'Exposition universelle de Chicago en 1893.